# Charlotte Hornets
Charlotte Hornets är ett amerikanskt basketlag från Charlotte i North Carolina och som spelar i National Basketball Association (NBA). Hemmamatcherna spelas i Spectrum Center. Lagets största delägare är Gabe Plotkin & Rick Schnall.

## Historia
Charlotte Hornets bildades 1988 och deltog i NBA från och med säsongen 1988/1989. Vid fyra tillfällen mellan säsongerna 1992/1993 och 2001/2002 lyckades laget ta sig till andra slutspelsomgången. År 2002 flyttades laget till New Orleans och blev New Orleans Hornets.
Charlotte Bobcats bildades 2004. Den 27 februari 2010 blev det klart att Robert L. Johnson, som ägt laget sedan starten, sålde sin del till Michael Jordan. 
År 2013 bytte New Orleans Hornets namn till New Orleans Pelicans och återlämnade lagnamn, historia och resultat till staden Charlotte och Charlotte Bobcats.
Den 20 maj 2014 genomförde Charlotte Bobcats officiellt namnbyte till Charlotte Hornets, inför säsongen 2014/2015.

## Spelartruppen 2025/2026
Senast uppdaterad: 28 juli 2025.

Alla spelare som har kontrakt med Charlotte Hornets. Spelarnas löner är i amerikanska dollar och är vad de skulle få ut om spelarna vore i NBA-truppen under hela säsongen.
| Nr                                |            | Namn              | Pos   | Lön 25/26   |        | Kontrakt | Kom till laget | Kom ifrån               |
| --------------------------------- | ---------- | ----------------- | ----- | ----------- | ------ | -------- | -------------- | ----------------------- |
| 0                                 | USA        | Miles Bridges     | SF/PF | $25 000 000 | [ 3 ]  | 2027     | 2023           | Michigan State Spartans |
| 1                                 | USA        | LaMelo Ball       | SG/PG | $37 958 760 | [ 4 ]  | 2029     | 2023           | Illawarra Hawks         |
| 2                                 | USA        | Collin Sexton     | PG/SG | $18 975 000 | [ 5 ]  | 2026     | 2025           | Utah Jazz               |
| 2                                 | USA        | Grant Williams    | PF    | $13 645 500 | [ 6 ]  | 2027     | 2024           | Dallas Mavericks        |
| 3                                 | USA        | DaQuan Jeffries   | SG    | $2 743 776  | [ 7 ]  | 2027     | 2024           | New York Knicks         |
| 4                                 | USA        | Sion James        | PG/SF | $2 296 274  | [ 8 ]  | 2029     | 2025           | Duke Blue Devils        |
| 7                                 | USA        | Kon Knueppel      | SF    | $10 015 680 | [ 9 ]  | 2029     | 2025           | Duke Blue Devils        |
| 8                                 | USA        | Nick Smith Jr.    | PG/SG | $2 710 680  | [ 10 ] | 2027     | 2020           | Arkansas Razorbacks     |
| 10                                | Australien | Josh Green        | SG/SF | $13 666 667 | [ 11 ] | 2027     | 2024           | Dallas Mavericks        |
| 11                                | USA        | Ryan Kalkbrenner  | C     | $1 272 870  | [ 12 ] | 2029     | 2025           | Creighton Bluejays      |
| 14                                | Frankrike  | Moussa Diabaté    | PF    | $2 270 735  | [ 13 ] | 2027     | 2024           | Los Angeles Clippers    |
| 23                                | USA        | Tre Mann          | PG    | $7 407 407  | [ 14 ] | 2028     | 2024           | Oklahoma City Thunder   |
| 24                                | USA        | Pat Connaughton   | SG/SF | $9 423 869  | [ 15 ] | 2026     | 2025           | Milwaukee Bucks         |
| 24                                | USA        | Brandon Miller    | SF/SG | $11 968 800 | [ 16 ] | 2027     | 2023           | Alabama Crimson Tide    |
| 31                                | Frankrike  | Tidjane Salaün    | SF/PF | $7 738 240  | [ 17 ] | 2028     | 2024           | Cholet Basket           |
| 33                                | USA        | Liam McNeeley     | SF/PF | $2 763 960  | [ 18 ] | 2029     | 2025           | Connecticut Huskies     |
| --                                | USA        | Spencer Dinwiddie | PG/SG | $3 634 148  | [ 19 ] | 2026     | 2025           | Dallas Mavericks        |
| --                                | USA        | Mason Plumlee     | C     | $3 634 148  | [ 20 ] | 2026     | 2025           | Phoenix Suns            |
| Tvåvägskontrakt                   |            |                   |       |             |        |          |                |                         |
| Nr                                |            | Namn              | Pos   | Lön 25/26   |        | Kontrakt | Kom till laget | Kom ifrån               |
| 12                                | USA        | Antonio Reeves    | SG    | $636 434    | [ 21 ] | 2026     | 2025           | New Orleans Pelicans    |
| 25                                | USA        | K.J. Simpson      | PG    | $623 629    | [ 22 ] | 2026     | 2024           | Colorado Buffaloes      |
| --                                | USA        | Drew Peterson     | SF/PF | $636 434    | [ 23 ] | 2026     | 2025           | Boston Celtics          |
| Positioner: PG – SG – SF – PF – C |            |                   |       |             |        |          |                |                         |